# Вівсянка-снігурець
Вівся́нка-снігуре́ць (Loxigilla) — рід горобцеподібних птахів родини саякових (Thraupidae). Представники цього роду мешкають на Малих Антильських островах.

## Таксономія і систематика
Рід Loxigilla традиційно відносили до родини вівсянкових (Emberizidae), однак за результатами молекулярно-філогенетичних досліджень він, разом з низкою інших родів, був переведений до родини саякових (Thraupidae).

## Види
Виділяють два види:
- Вівсянка-снігурець барбадоська (Loxigilla barbadensis)
- Вівсянка-снігурець мала (Loxigilla noctis)

Рудоголових і великих вісянок-снігурців раніше також відносили до роду Loxigilla, однак за результатами молеекулярно-генетичного дослідження вони були переведені до роду Чорна вівсянка (Melopyrrha).

## Етимологія
Наукова назва роду Loxigilla походить від сполучення наукових назв родів Шишкар (Loxia Linnaeus, 1758) і В'юрок (Fringilla Linnaeus, 1758).